# 羅林斯 (堪薩斯州)
羅林斯（英語：Rawlins）是位於美國堪薩斯州羅林斯縣的一個鬼鎮。

## 歷史
羅林斯的郵政局於1879年設立，直到1890年結束營運。

## 地理
羅林斯所處的海拔為高於海平面933米（即3061英呎），而該地所採用的時區為UTC-6，即北美中部時區（CST）。同時該地設有夏令時間，為UTC-6調快一小時，即UTC-5（CDT）。